# کویبیشوو (داغستان)
کویبیشوو (به لاتین: Kuybyshevo) یک منطقهٔ مسکونی در روسیه است که در داغستان واقع شده‌است.